# Université de Bohême de l'Ouest
L'université de Bohême de l'Ouest (tchèque : Západočeská univerzita v Plzni, abrégé ZČU) est une université située à Pilsen, en République tchèque. Elle a été fondée en 1991 et se compose de neuf facultés ou unités de formation et de recherche.
L'université de Bohême de l'Ouest établit chaque année plusieurs programmes d'échanges universitaires, notamment avec la France, conventionnés Erasmus, avec l'université de Lille, l'université de Limoges et différentes écoles d'ingénierie ou de commerce.

## Organisation
L'université est divisée en plusieurs facultés elles-mêmes composées de départements et d'instituts. Chacune de ces facultés est libre d'appliquer son propre programme académique. Au sein de ces mêmes facultés, les départements et les instituts sont chargés de l'enseignement et de la conduite des recherches. 
Listes des facultés :
- faculté des sciences appliquées
- faculté des sciences économiques
- faculté de génie électrique
- faculté de philosophie et de lettres
- faculté d'éducation (équivalent des sciences de l'éducation en France)
- faculté de droit
- faculté de génie mécanique
- faculté de design et d'art « Ladislav Sutnar »
- faculté de médecine

## Recteurs de l'université
- Jiří Holenda (1992–1998)
- Zdeněk Vostracký (1998–2004)
- Josef Průša (2004-2011)
- Ilona Mauritzová (2011-2015)
- Miroslav Holeček (depuis 2015)

## Anciens élèves
- Andrea Češková
- Karla Šlechtová
- Marek Ženíšek